# Đông Xuân, Quốc Oai
Đông Xuân là một xã thuộc huyện Quốc Oai, thành phố Hà Nội, Việt Nam.

## Địa lý
Xã Đông Xuân nằm ở phía tây huyện Quốc Oai, có vị trí địa lý:
- Phía đông giáp xã Phú Cát và xã Phú Mãn
- Phía tây giáp huyện Thạch Thất và tỉnh Hòa Bình
- Phía nam giáp xã Phú Mãn và tỉnh Hòa Bình
- Phía bắc giáp huyện Thạch Thất.

Xã có diện tích 17,20 km², dân số năm 2021 là 5.489 người, mật độ dân số đạt 319 người/km².

## Hành chính
Xã Đông Xuân bao gồm 7 thôn xóm gồm: Đồng Chằm, Đồng Bèn, Đồng Âm, Đồng Rằng, Viên Nam, Lập Thành, Cửa Khâu.

## Lịch sử
Dưới thời Nguyễn, vùng đất xã Đông Xuân hiện nay thuộc tổng Dã Cát, huyện Mỹ Lương, phủ Quốc Oai, tỉnh Sơn Tây. Đến thời Pháp thuộc, tỉnh Hòa Bình được thành lập, hai xã Bằng Lộ và Đào Lãng thuộc tổng Dã Cát được sáp nhập về châu Lương Sơn, tỉnh Hòa Bình.
Sau Cách mạng Tháng Tám, hai xã Bằng Lộ và Đào Lãng hợp nhất thành xã Tiến Xuân thuộc huyện Lương Sơn. Tháng 10 năm 1948, xã Tiến Xuân được chuyển về huyện Kỳ Sơn.
Ngày 22 tháng 1 năm 1957, Ủy ban kháng chiến hành chính Liên khu 3 ban hành quyết định chia xã Tiến Xuân thành hai xã Tiến Xuân và Đông Xuân. Ngày 27 tháng 2 năm 1961, xã Đông Xuân được chuyển về huyện Lương Sơn theo Quyết định số 31-CP của Hội đồng Chính phủ.
Ngày 1 tháng 8 năm 2008, xã Đông Xuân tách ra khỏi huyện Lương Sơn và sáp nhập vào thành phố Hà Nội theo Nghị quyết số 15/2008/QH12 của Quốc hội.
Ngày 8 tháng 5 năm 2009, Chính phủ ban hành Nghị quyết số 19/NQ-CP. Theo đó, chuyển toàn bộ 1.720,36 ha diện tích tự nhiên và 4.495 người của xã Đông Xuân vào huyện Quốc Oai quản lý.